# Пеньяскоса
Пеньяскоса (ісп. Peñascosa) — муніципалітет в Іспанії, у складі автономної спільноти Кастилія-Ла-Манча, у провінції Альбасете. Населення — 384 особи (2010).
Муніципалітет розташований на відстані близько 220 км на південний схід від Мадрида, 60 км на південний захід від Альбасете.
На території муніципалітету розташовані такі населені пункти: (дані про населення за 2010 рік)
- Артеага-де-Арріба: 13 осіб
- Бурруеко: 19 осіб
- Серробланко: 17 осіб
- Фуенлабрада: 8 осіб
- Пеньяскоса: 224 особи
- Песебре: 90 осіб
- Соріо: 13 осіб

## Демографія
Динаміка населення (INE ):

## Галерея зображень

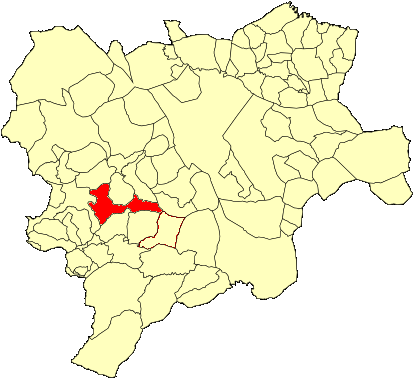
Розташування муніципалітету Пеньяскоса